# Калачова Ірина Іванівна
Калачова Ірина Іванівна (біл. Калачова Ірына Іванаўна; нар. 7 жовтня 1958, Порозово, Гродненська область, Білорусь) — білоруська науковиця, етнографиня, докторка історичних наук, професорка.

## Біографія
Закінчила в 1980 році Білоруський державний університет культури і мистецтв, в 2007 році — Мінський державний лінгвістичний університет. Має магістерський ступінь в галузі психології, вчене звання доцента в галузі педагогіки.
Працювала на різних посадах в Білоруському державному університеті культури і мистецтв, Національному інституті освіти Міністерства освіти Республіки Білорусь, Республіканському інституті вищої школи, Білоруському державному університеті та ін.
У 2004-2007 роках - завідувач кафедри міжнародного співробітництва та соціальних комунікацій, кафедри молодіжної політики Республіканського інституту вищої школи.
У 2007-2009 роках навчалася в докторантурі Національної академії наук Білорусі за спеціальністю «Етнографія, етнологія, антропологія». Захистила докторську дисертацію на тему «Етнокультурні процеси в міській родині білорусів в останній третині XX - початку XXI століть».
У 2010-2011 роках - перший проректор Республіканського інституту підвищення кваліфікації Міністерства праці та соціального захисту Республіки Білорусь.
З 2013 року - головний редактор збірника наукових праць «Сучасна молодь і суспільство» (наукове спеціалізоване видання з соціологічних наук та культурології).
У 2019-2020 роках була завідувачем кафедри соціальної комунікації факультету філоофії та соціальних наук Білоруського державного університету.
17 листопада 2021 року Президія Вищої атестаційної комісії Республіки Білорусь присвоїла вчене звання професора за спеціальністю «Історія».
Є автором понад 100 наукових та науково-методичних статей, 5 навчальних посібників та 2 монографій. Підготувала 1 кандидата наук, керує підготовкою аспірантів.

## Наукові інтереси
- Теоретичні та прикладні аспекти етнографії та соціальних комунікацій;
- Етнологічні та етносоціологічні дослідження сім'ї та шлюбу;
- Дослідження процесів комунікативної освіти, професійної комунікації, публічної комунікації;
- Комунікаційні проблеми взаємодії поколінь;
- Міжкультурні комунікації та полікультурна освіта молоді;
- Соціальні технології в профілактиці асоціальних явищ, загроз і ризиків, тощо.